# Pleurobranchaeidae
Famille
Les Pleurobranchaeidae sont une famille de mollusques opisthobranches de l'ordre des Pleurobranchomorpha.

## Liste des genres
Selon World Register of Marine Species (16 décembre 2018) :
- genre Euselenops Pilsbry, 1896
- genre Pleurobranchaea Leue, 1813
- genre Pleurobranchella Thiele, 1925